# Spodnje Duplice
Spodnje Duplice este o localitate din comuna Grosuplje, Slovenia, cu o populație de 36 de locuitori.